# Bairdia subcircincta
Bairdia subcircincta är en kräftdjursart. Bairdia subcircincta ingår i släktet Bairdia och familjen Bairdiidae. Inga underarter finns listade.